# Kostel svatého Vojtěcha (Dvory nad Žitavou)
Kostel svatého Vojtěcha je římskokatolický kostel v centru obce Dvory nad Žitavou. Byl postaven uprostřed velké plochy zeleně na Hlavním náměstí. 17. července 1963 byl prohlášen za kulturní památku.
První písemná zmínka o kostele pochází z roku 1268. Z roku 1664 je poslední zmínka o kostele před jeho zničením v protitureckých bojích. Byla to stavba neznámého rozsahu a půdorysu. V první polovině 18. st. byl znovupostaven kostel, pravděpodobně bez věže.
Kolem roku 1750 byla před kostel představěna věž. Na její výstavbu byla použita cihla a kameny z pevnosti v Nových Zámcích.
Vznik dnešního kostela, obdélníkového tvaru, spadá do konce 18. století. Důvodem jeho výstavby byl pravděpodobně prudký nárůst obyvatelstva v obci. Na přelomu 19. a 20. století musely být přistavěny kónické opěrky, neboť vysoké klenby roztlačovaly obvodové stěny. Kostel slouží i v současnosti.